# Sites des Jeux olympiques et paralympiques d'été de 2016
Les lieux d'accueil pour les Jeux olympiques de 2016 et les Jeux paralympiques de 2016 sont principalement basés à Rio de Janeiro, bien que certains événements - notamment le football - ont lieu sur d'autres sites au Brésil.

Sites à Rio de Janeiro
Sites pour le football

## Lieux d'accueil pour les sports

### Zone de Barra
| Lieux d'accueil            | Sports                                                                      | Sports                          | Capacité                                     | Statut                                      |
| Lieux d'accueil            | Olympique                                                                   | Paralympique                    | Capacité                                     | Statut                                      |
| -------------------------- | --------------------------------------------------------------------------- | ------------------------------- | -------------------------------------------- | ------------------------------------------- |
| Arena Carioca 1            | Basketball                                                                  | Basket-fauteuil, Rugby-fauteuil | 16 000                                       | A construire                                |
| Arena Carioca 2            | Judo, Lutte                                                                 | Boccia                          | 10 000                                       | A construire                                |
| Arena Carioca 3            | Escrime, Taekwondo                                                          | Judo, Escrime-fauteuil          | 10 000                                       | A construire                                |
| Arène olympique de Rio     | Gymnastique                                                                 | Basket-fauteuil                 | 12 000                                       | Existant                                    |
| Parc aquatique Maria-Lenk  | Plongeon, Natation artistique, Water-polo                                   | Aucun                           | 6 500                                        | Rénové                                      |
| Future Arena               | Handball                                                                    | Goalball                        | 12 000                                       | Temporaire (selon le comité d'organisation) |
| Centre aquatique olympique | Natation, Natation artistique (phases finales), Water-polo (phases finales) | Natation                        | 15 000                                       | Temporaire (selon le comité d'organisation) |
| Vélodrome olympique        | Cyclisme sur piste                                                          | Cyclisme sur piste              | 5 000                                        | A construire                                |
| Pontal                     | Athlétisme (marche), Cyclisme sur route (contre-la-montre)                  | Cyclisme sur route              | 5 000                                        | Existant (tribunes temporaires)             |
| Riocentro - Pavillon 2     | Boxe                                                                        | Aucun                           | 9 000                                        | Existant                                    |
| Riocentro - Pavillon 3     | Tennis de table                                                             | Tennis de table                 | 7 000                                        | Existant                                    |
| Riocentro - Pavillon 4     | Badminton                                                                   | Aucun                           | 6 500                                        | Existant                                    |
| Riocentro - Pavillon 6     | Haltérophilie                                                               | Force athlétique                | 6 500                                        | Temporaire                                  |
| Centre olympique de tennis | Tennis                                                                      | Tennis-fauteuil, Cécifoot       | 18 250 (dont 10 000 dans le court principal) | A construire                                |
| Parcours olympique de golf | Golf                                                                        | Aucun                           | 20 000                                       | A construire                                |

### Zone de Deodoro
| Lieux d'accueil                                | Sports                                                                  | Sports       | Capacité                                       | Statut       |
| Lieux d'accueil                                | Olympique                                                               | Paralympique | Capacité                                       | Statut       |
| ---------------------------------------------- | ----------------------------------------------------------------------- | ------------ | ---------------------------------------------- | ------------ |
| Centre aquatique de Deodoro                    | Pentathlon moderne (natation)                                           | Aucun        | 2 000                                          | Existant     |
| Centre national d’équitation de Rio de Janeiro | Équitation                                                              | Équitation   | 14 000                                         | Rénové       |
| Centre national de tir de Rio de Janeiro       | Tir sportif                                                             | Tir sportif  | ?                                              | Rénové       |
| Olympic Whitewater Stadium                     | Canoë-kayak (slalom)                                                    | Aucun        | 8 000                                          | A construire |
| Olympic Mountain Bike Center                   | VTT                                                                     | Aucun        | 5 000                                          | Temporaire   |
| Olympic BMX Center                             | BMX                                                                     | Aucun        | 6 000                                          | A construire |
| Centre olympique de hockey de Rio de Janeiro   | Hockey sur gazon                                                        | Aucun        | 15 000 (dont 10 000 dans le terrain principal) | A construire |
| Youth Arena                                    | Basketball (1er tour féminin), Pentathlon moderne (escrime)             | Aucun        | 5 000                                          | A construire |
| Stade de Deodoro                               | Rugby à 7, Pentathlon moderne (équitation et combiné tir-course à pied) | Football à 7 | 15 000                                         | Temporaire   |

### Zone de Maracanã
| Lieux d'accueil                | Sports                                        | Sports                              | Capacité | Statut                          |
| Lieux d'accueil                | Olympique                                     | Paralympique                        | Capacité | Statut                          |
| ------------------------------ | --------------------------------------------- | ----------------------------------- | -------- | ------------------------------- |
| Stade Maracanã                 | Cérémonie d'ouverture et de clôture, Football | Cérémonie d'ouverture et de clôture | 74 738   | Existant                        |
| Sambodrome                     | Tir à l'arc, Athlétisme (marathon)            | Tir à l'arc, Athlétisme (marathon)  | 36 000   | Existant (tribunes temporaires) |
| Stade olympique João-Havelange | Athlétisme, Football                          | Athlétisme                          | 60 000   | Rénové                          |
| Ginásio do Maracanãzinho       | Volley-ball                                   | Aucun                               | 12 000   | Rénové                          |

### Zone de Copacabana
| Lieux d'accueil           | Sports                                                             | Sports              | Capacité | Statut                          |
| Lieux d'accueil           | Olympique                                                          | Paralympique        | Capacité | Statut                          |
| ------------------------- | ------------------------------------------------------------------ | ------------------- | -------- | ------------------------------- |
| Plage de Copacabana       | Beach-volley                                                       | Aucun               | 12 000   | Existant (tribunes temporaires) |
| Fort de Copacabana        | Nage en eau libre, Cyclisme sur route (course en ligne), Triathlon | Triathlon           | 5 000    | Existant (tribunes temporaires) |
| Marina da Glória          | Voile                                                              | Voile               | 10 000   | Existant (tribunes temporaires) |
| Lagune Rodrigo de Freitas | Aviron, Canoë-kayak (sprint)                                       | Aviron, Canoë-kayak | 14 000   | Existant (tribunes temporaires) |

### Autres sites de football
| Lieux d'accueil                           | Ville et État                | Capacité |
| ----------------------------------------- | ---------------------------- | -------- |
| Stade national de Brasilia Mané Garrincha | Brasilia, District fédéral   | 69 394   |
| Mineirão                                  | Belo Horizonte, Minas Gerais | 58 170   |
| Itaipava Arena Fonte Nova                 | Salvador, Bahia              | 51 700   |
| Arena Corinthians                         | São Paulo, São Paulo         | 48 234   |
| Arena da Amazônia                         | Manaus, Amazonie             | 40 549   |